# NetMedia Group
 (novembre 2012).
Si vous disposez d'ouvrages ou d'articles de référence ou si vous connaissez des sites web de qualité traitant du thème abordé ici, merci de compléter l'article en donnant les références utiles à sa vérifiabilité et en les liant à la section « Notes et références ».
NetMediaEurope est un groupe européen de la presse technologique et de la communication sponsorisée ou publi-rédactionnelle. Il édite une cinquantaine de titres, exclusivement en ligne.
Issu du groupe VNU dont il a repris les principaux actifs digitaux,, NetMediaEurope est dirigé par Laurent Delaporte. 

## Historique
Plusieurs parties européennes de VNUNET Business Media Group ont été rachetées par le fonds d'investissement Truffle Capital en 2007 pour devenir une entreprise de médias en ligne indépendante: NetMediaEurope.
NetMediaEurope signe en 2008 un partenariat avec Ziff Davis Enterprise afin de d’éditer les versions française, allemande, italienne et espagnole de eWeek.com et de Channel Insider,. par la suite, en 2009 eweek est devenu techweekeurope et fut lancé en Grande-Bretagne. En 2012 Channel Insider changea de nom pour devenir Channel Biz.
En janvier 2012, NetMediaEurope rachète les actifs allemands de CBS Interactive (Du groupe Columbia Broadcasting System) et acquiert ainsi les sites ZDNet.de, CNet.de et Silicon.de.

## Sites
Les sites du groupe proposent du contenu publi-rédactionnel ou brand content et de la communication sponsorisée.
- ITespresso
- Silicon.fr
- Gizmodo